# گیولا توت
دیولا توت (مجاری: Gyula Tóth; ۱۶ آوریل ۱۹۲۷ – ۱۸ مارس ۲۰۰۱) کشتی‌گیر اهل مجارستان بود.